# 相沢舞
相沢 舞（あいざわ まい、1981年8月21日 - ）は、日本の女性声優、歌手。東京都出身。青二プロダクション所属。歌手としてはビクターエンタテインメント所属。
代表作に『魔法先生ネギま!』（村上夏美）、『らき☆すた』（峰岸あやの）、『喰霊 -零-』（神宮寺菖蒲）、『空を見上げる少女の瞳に映る世界』（日高ユメミ）、『日常』（長野原みお）、『古墳GALのコフィー』（コフィー〈2代目〉）などがある。

## 来歴
子供の頃、声優に興味を持つ。高校卒業後、OLとして事務の仕事に就いていたが、勤め先の会社が倒産したことで失業。しかし、失業によって色々と考えたことをきっかけに、子供の頃の夢である声優を志し、國府田マリ子が好きだったことと、東京校が1年制だったこと、そのときは20歳を越えていて、女の子がデビューするにはギリギリの時期だと思い、1年やって芽が出なかったら諦めよう、と考え、最初で最後のチャンスだと思って青二塾東京校に入塾。第24期生として卒塾後は現在の青二プロダクションに所属。
2004年に『魔法先生ネギま!』の村上夏美役でデビュー。2009年には『空を見上げる少女の瞳に映る世界』の日高ユメミ役で主演を初めて務めた。同年、『古墳GALのコフィー キャンパスライフ』でコフィー役を演じて以降、蛙男商会作品への出演も多い。
2012年5月9日にデジタル・シングル「キミニトドケ」で歌手デビューを果たした。

## 人物
本人はヒールの高い靴を履く、大人っぽい格好をするなど背が低い事を気にしている。ただ、デビュー作『魔法先生ネギま!』の収録において、背の高さにあったマイクスタンドが用意されず、仇となったという。
趣味・特技は料理。無類のネコ好きであり、ブログやツイッターでは実家の愛猫である「アズキ」 や現在の愛猫である「タビ」、近所の野良猫と戯れる姿が公開されている。好きな食べ物はマシュマロとパクチー。中でもパクチーは、外食時に別で大盛り注文している。『絶対無敵ライジンオー』、『マクロス7』、『新世紀エヴァンゲリオン』、『頭文字D』、『SDガンダム外伝』といった作品が好き。
花粉症で、中学生の頃より悩んでいるという。2007年には杉田智和に勧められて漢方薬を用いたり、2008年にはレーザー照射による治療を行ったりしている。

### エピソード
『美少女忍者シャイニンガール!』のドラマCDでは、役柄が異なるキャラクター3役を1人でこなした。その中のエピソード「紅丸と双子のひとり上手と呼ばないで」では、3人の複雑なやり取りを通しで演じ分け、著者の天麻灯から「人間技じゃない」と評された。
2006年よりラジオパーソナリティの仕事が途切れず続いている。
オートバックスでアルバイトをしていたことがある。エンジンオイルを専門分野としており、事務所のサンプルボイスでもこの件に触れている。
『スーパーロボット大戦OG ORIGINAL GENERATIONS』のスタッフロールにおいて、スペシャルサンクスとして名前を連ねている。
『スーパーロボット大戦OG -ジ・インスペクター-』で相沢の演じるオリジナルキャラクター、アヅキ・サワは相沢本人がモデルである。名前は相沢の愛猫から取られており、胸の大きさは相沢が決めたという。

## 出演
太字はメインキャラクター。

### テレビアニメ
2005年
- AIR（女の子）
- ボボボーボ・ボーボボ（コパッチ）
- 魔法先生ネギま!（2005年 - 2006年、村上夏美） - 2シリーズ / ネギま!?第17話のサブタイトル題字（2枚目）・提供イラスト担当
- モリゾーとキッコロ（ふくろう、キツネさん）

2006年
- ARIA The NATURAL（ペアウンディーネ）
- 夢使い（如月真由美）
- リングにかけろ1 シリーズ（2006年 - 2011年、キャサリン） - 3シリーズ

2007年
- CLANNAD-クラナド-（2007年 - 2009年、仁科りえ） - 2シリーズ
- ゲゲゲの鬼太郎（第5作）（子供、声）
- 電脳コイル（カンナ）
- らき☆すた（峰岸あやの）
- レ・ミゼラブル 少女コゼット（女の子）

2008年
- 喰霊-零-（神宮寺菖蒲）
- 獣神演武 -HERO TALES-（貂雛）
- はたらキッズ マイハム組（リリー）
- ロザリオとバンパイア（生徒）

2009年
- あにゃまる探偵 キルミンずぅ（子サル）
- キディ・ガーランド（アリサ、少女）
- 極上!!めちゃモテ委員長（南まあさ）
- 古墳GALのコフィー キャンパスライフ（コフィー〈2代目〉、ドロシー以外の女性キャラクター）
- 空を見上げる少女の瞳に映る世界（日高ユメミ）

2010年
- あそびにいくヨ!（大城アリサ）
- 怪談レストラン（純子）
- スーパーロボット大戦OG -ジ・インスペクター-（アヅキ・サワ）
- ドラゴンボール改（ナメック星人の子供）
- 鋼の錬金術師 FULLMETAL ALCHEMIST（窓口嬢）
- ポケットモンスター ベストウイッシュ（ベルのチラーミィ）

2011年
- クロスファイト ビーダマン（2011年 - 2013年、蠍宮シュモン） - 2シリーズ
- 汐留ケーブルテレビ（人柱京子、浅野、エシカル、小日向、氷川冷子、女性客、女性ランナー）
- SKET DANCE（倉本歩）
- それいけ!アンパンマン（つみきの城の王子（A）〈4代目〉）
- ダンボール戦機（女性オペレーター、生徒）
- 日常（長野原みお）
- フジログ シーズン2（ノグチミエコ）
- 未来日記（雨流みねね〈9th〉）

2012年
- シャイニング・ハーツ 〜幸せのパン〜（ネリス）
- ズモモとヌペペ（ヌペペ）
- 鷹の爪NEO（桃太郎）

2013年
- ジュエルペット ハッピネス（2013年 - 2014年、華山るるか、TVナレーション）
- ONE PIECE（2013年 - 2021年、ケンタウロス、子供、ギンコ、蝶女、蝶ギフターズ）

2014年
- デンキ街の本屋さん（カメ子）
- 東京ESP（黒井小節）

2015年
- 影鰐-KAGEWANI-（2015年 - 2016年、黒田ミカ、アナウンサー、ミノリ、女性、客室乗務員） - 2シリーズ
- ちびまる子ちゃん（のりちゃん）

2016年
- アンジュ・ヴィエルジュ（Dr.ミハイル）

2017年
- スナックワールド（ペンネ、シンデレラ、ポム）
- ひなろじ〜from Luck & Logic〜（神楽静葉）
- UQ HOLDER! 〜魔法先生ネギま!2〜（村上夏美）

2018年
- からかい上手の高木さん（美術の先生）
- ゲゲゲの鬼太郎（第6作）（やよい）

2019年
- キラキラハッピー★ ひらけ!ここたま（マイン）

2020年
- せいぜいがんばれ!魔法少女くるみ（2020年 - 2021年、温州愛媛みかん、女子生徒A）
- D4DJ First Mix（麗の母）

2022年
- デジモンゴーストゲーム（菅原美織）

2025年
- CITY THE ANIMATION（長野原大介）

### 劇場アニメ
- 天上人とアクト人最後の戦い（2009年、日高ユメミ）
- 古墳ギャルのCoffy〜コフンデレラ〜（2010年、コフィー〈2代目〉、ナレーター）
- 涼宮ハルヒの消失（2010年、阪中佳実[37]）
- 劇場版 魔法先生ネギま! ANIME FINAL（2011年、村上夏美）

### OVA
2006年
- ネギま!?春・夏（村上夏美）

2008年
- 魔法先生ネギま!〜白き翼 ALA ALBA〜（村上夏美）
- やわらか三国志 突き刺せ!! 呂布子ちゃん（こども）
- らき☆すたOVA（オリジナルなビジュアルとアニメーション）（峰岸あやの）

2009年
- 魔法先生ネギま!〜もうひとつの世界〜（村上夏美）

2010年
- 未来日記 パイロット版DVD（雨流みねね）

2011年
- あそびにいくヨ!おーぶいえーであそびきにました!!OVAすぺしゃる（大城アリサ）
- 日常 『日常の0話』（長野原みお）

2012年
- あいまい!萌えCanちぇんじ!（萌木杏奈[38]）
- ルパンしゃんしぇい

2013年
- 未来日記リダイヤル（雨流みねね）

### Webアニメ
2010年
- 働け!吉田くん（柊とし江）

2011年
- 埼玉県在住、フジヤマオサム、33歳、無職（ニート）。 〜フジログ入門編〜（ノグチミエコ）

2012年
- 鷹の爪.jp（柊とし江）

2014年
- チャンネル5.5（沢渡ひろこ、ピロ山田）

2017年
- せいぜいがんばれ!魔法少女くるみ（プリマオレンジ〈温州愛媛みかん〉）

2020年
- ただいま!ちびゴジラ（さとみ）

### ゲーム
2005年
- しろがねの鳥籠（ケティ）
- 新紀幻想スペクトラルソウルズII（バニラ、ローズブラッド）
- 魔法先生ネギま！シリーズ（2005年 - 2007年、村上夏美） - 6作品

2006年
- CLANNAD（仁科りえ）
- 自律機動戦車イヅナ（朝倉晶乃）
- ルーンファクトリー -新牧場物語-（ラピス）

2007年
- VitaminX（桜橋芙巳）
- らき☆すた シリーズ（2007年 - 2009年、峰岸あやの） - 3作品
- Wonderland ONLINE（レイチェル、疾風）

2008年
- スーパーロボット大戦Z（メール・ビーター）
- ルーンファクトリー フロンティア（ラピス）

2009年
- Another Time Another Leaf 鏡の中の探偵（和泉こころ）
- 龍が如く3（泉）

2010年
- Another Century's Episode:R
- Angelic Crest（クスカー）
- 幻想水滸伝ティアクライス（リュキア）
- 旋光の輪舞 Dis-United Order（ケイティ・シア・シュエジュエン）
- 戦場のヴァルキュリア2 ガリア王立士官学校（マリオン・ジークバーン、ビッキー・ベイティア）

2011年
- ダンボール戦機（オペレーターA）
- テイルズ オブ ザ ワールド レディアント マイソロジー3（ヒーローズボイス）
- 日常〈宇宙人〉（長野原みお）

2012年
- シャイニング・ブレイド（ネリス）
- 第2次スーパーロボット大戦OG（アヅキ・サワ）
- 第2次スーパーロボット大戦Z 再世篇（メール・ビーター）
- 那由多の軌跡（ネメアス）
- ブレイブリーデフォルト フライングフェアリー（イデア・リー）
- ブレイブリーデフォルト プレイングブレージュ（風の巫女 イデア・リー・オブリージュ）
- 未来日記 13人目の日記所有者 RE:WRITE（雨流みねね）
- 迷宮塔路レガシスタ（ダンジョンさん）
- レイトン教授VS逆転裁判（オリーブ・アルデンテ）

2013年
- アンジュ・ヴィエルジュ 〜第2風紀委員 ガールズバトル〜（Dr.ミハイル）
- Unlight（アイン）
- 英雄伝説 閃の軌跡（セリーヌ、セドリック皇太子）
- 機装猟兵ガンハウンドEX（ソフィア・ピサロ）
- シャイニング・アーク（シャノン、鋼鱗丸）
- STORM LOVER 2nd（九野乃木まどか）
- ティアラ コンチェルト（ヒューマン〈女性〉ボイス）
- DEAD OR ALIVE 5 ULTIMATE: ARCADE（マリー・ローズ）
- ブレイブリーデフォルト フォーザ・シークウェル（イデア・リー）

2014年
- 英雄伝説 閃の軌跡 II（セリーヌ）
- 鬼武者Soul（コフィー）
- CV 〜キャスティングボイス〜（八尾伊月）
- 激突！ブレイク学園（カメ子）
- プリンセスラッシュ（リリエッタ、フェリオス）

2015年
- 家電少女（SC-3000）
- けものフレンズ（ヒッパリオン 他）
- 第3次スーパーロボット大戦Z 連獄篇 / 天獄篇（メール・ビーター） - 2作品
- DEAD OR ALIVE 5 LAST ROUND（マリー・ローズ）
- ドラゴンボールヒーローズ（2015年 - 2016年、ハルハル） - 2作品
- ブレイブリーセカンド（イデア・リー）

2016年
- ヴァルキリーコネクト（イズン）
- スーパーロボット大戦OG ムーン・デュエラーズ（アヅキ・サワ）
- チェインクロニクルV〜絆の新大陸〜（SC-3000）
- DEAD OR ALIVE Xtreme 3（マリー・ローズ）
- ドラゴンボールフュージョンズ
- モン娘☆は〜れむ（きなこ）
- 龍が如く6 命の詩。（泉）

2017年
- 英雄伝説 閃の軌跡 III（セリーヌ）
- グランブルーファンタジー（2017年 - 2024年、ルドミリア、シンシャ）
- スーパーロボット大戦X-Ω（2017年 - 2020年、カタリーナ・カンパーニ、アヅキ・サワ）
- スーパーロボット大戦V（キャットガールズ）
- 閃乱カグラ PEACH BEACH SPLASH（マリー・ローズ） - DLC追加キャラクター
- 無双☆スターズ（マリー・ローズ）
- LOST SPHEAR（シェラ）
- DEAD OR ALIVE Xtreme Venus Vacation（マリー・ローズ）

2018年
- アナザーエデン 時空を超える猫（ツキハ）
- ネギマテ UQ HOLDER! 〜魔法先生ネギま!2〜（村上夏美）
- スーパーロボット大戦X（キャットガールズ）
- オクトパストラベラー
- ゴエティアクロス（エル、サマエル）
- グリムノーツ Repage（イデア）
- 英雄伝説 閃の軌跡 IV（セリーヌ）

2019年
- DEAD OR ALIVE 6（マリー・ローズ）
- スーパーロボット大戦T（メリル・スパンナ、キャットガールズ）
- スーパードラゴンボールヒーローズ ワールドミッション（ハルハル）
- シノビマスター 閃乱カグラ NEW LINK（マリー・ローズ）

2020年
- 東方スペルバブル（蓬莱山輝夜）
- 放置少女〜百花繚乱の萌姫たち〜（皇甫嵩、孟達、郭シ）
- ゼノブレイド ディフィニティブ・エディション（ネネ）
- 英雄伝説 創の軌跡（セリーヌ）

2021年
- THE KING OF FIGHTERS ALLSTAR（マリー・ローズ）
- スーパーロボット大戦30（2021年 - 2022年、アズ・セインクラウス）
- D_CIDE TRAUMEREI（宇佐美花菜）

2022年
- スーパーロボット大戦DD（2022年 - 2024年、メール・ビーター、アズ・セインクラウス）

2023年
- ドラゴンクエストX 眠れる勇者と導きの盟友 オフライン（アイリ）

### パチンコ
- CR湘南爆走族（2006年、嶋田さん）
- CR魔法先生ネギま!（2017年、村上夏美[88]）
- CR未来日記（2018年、雨流みねね）

### アプリ
- 美声時計（2010年[89]）
- あたしら憂鬱中学生（2012年、月吉とまと[90]）

### ドラマCD
2004年
- 撲殺天使ドクロちゃん（水上静希）
- 魔法先生ネギま! 声のクラスメイトシリーズ 3月：文化部4人組（村上夏美）

2006年
- ドラマCD テイルズ オブ ジ アビス（ナタリア〈少女時代〉）
- 魔法先生ネギま! Vol.1（村上夏美）

2007年
- ドラマCD CLANNAD -クラナド- Vol.1 古河渚（仁科りえ）
- クロウズヤードJ トラブル・ジャンクション（カエデ・シロップ）
- ネギま!? Vol.1・2（村上夏美）

2008年
- アルトネリコ2 世界に響く少女たちの創造詩 ドラマCD Vol.2 SIDE クローシェ（サニー）
- 魔法先生ネギま!〜白き翼 ALA ALBA〜言っておきたい事がある!（村上夏美）
- らき☆すた ドラマCD（ドラマがコンプリートなディスク）（峰岸あやの）

2009年
- 純愛特攻隊長! 1（星井真樹）

2011年
- 日常の日めくりCD（長野原みお）

2012年
- 残念くのいち伝（羽鳥葵）

2013年
- デンキ街の本屋さん〜うまのほねの人々〜（カメ子）
- ブレイブリーデフォルト ドラマCD〜リユニオンの祝祭〜（イデア・リー）

2014年
- 宮河家の空腹 ドラマCD 陵桜学園高等学校文化祭は大パニックかも（峰岸あやの）

2015年
- セガ・ハード・ガールズ ドラマCD「アイドルオーディション」（SC-3000）

### ナレーション
- 角川書店 月刊少年エーステレビCM
- 角川書店 4コマnanoエーステレビCM
- カプ通.com カプコン荘〜小沢んち〜
- ローランド MUSIC CREATOR 6 製品紹介ムービー（ナビゲーター〈ナレーション〉）
- カリスmama〜ママたちの美力選手権〜（NHK）
- いじめをノックアウト（NHK）
- 音の素（読売テレビ制作・日本テレビ系列：2009年）
- 青春リアル（ボイスオーバー・NHK:2009年4月 - 2013年3月）
- 世界まる見え!テレビ特捜部（日本テレビ系列:2009年7月6日[93] ）
- 福島をずっと見ているTV（NHK:2011年6月 - ）
- 趣味どきっ! 簡単＆かわいく ペットを描こう！（NHK Eテレ:2015年4月 - 5月）

### ラジオ
※はインターネット配信。
- V-Kingdom（2006年、2007年、ラジオ大阪）
- 緊急出動（スクランブル）!クロウズヤードJ（2006年 - 2007年、アキバ系BBチャンネル※）
- スパロボOGネットラジオ うますぎWAVE（2007年 - 、ランティスウェブラジオ※）
- シャイニンガールれいでぃお 小町の茶飲み話（2007年 - 2009年、番組公式サイト※）
- わんだーらじお（2008年、音泉※）
- 空上げラジオ（2009年、ランティスウェブラジオ※）
- 日常のラヂオ 時定高校編（2011年、ランティスウェブラジオ※）
- 君の思いを受け止めた!〜青春リアル・スピンオフ〜（2011年 - 2012年、NHK-FM放送）
- 相沢舞・加藤英美里のいえす!萌えきゃ〜ん!（2011年、文化放送）
- 広橋涼・相沢舞のShining Radio(シャニラジ)!（2012年 - 2013年、文化放送）[94]
- 舞・杏美の「ラジカメ報道STATION!」（2012年、ラジカメSTATION!※）
- ラジカメSTATION+（2012年、超!A&G+※）
- ステキ情報バラエティ 発信!もいとろ君（2014年 - 2016年、超!A&G+※）
- セハガールのハードなSEGA情報RADIO「セハラジ」（2016年、超!A&G+※）

#### ラジオドラマ
- 青山二丁目劇場
  - 「今夜、101号室で」（三上玲奈）
  - 「優先席 〜Priority Seat」（まりか）
  - 「真っ赤な友達」（和美）
  - 「恋愛ヘルパー」（新川由利子）
  - 「あじさいの唄」（お花）
  - 「ハムサンド」（ハルカ）
  - 「愛の妙薬」（ユキ）
  - 「町の底を流れるのは」（ユズカ）
  - 「御神酒徳利〜苦しまぎれの猫占い」（おはや）
  - 「カリスマ占い師マコ」（薫）
  - 「ねこさん2」（ミーコ）
- 緊急出動（スクランブル）!クロウズヤードJ トラブル・ジャンクション（カエデ・シロップ）
- NHKFM 青春アドベンチャー「クラバート」（少女）

#### ラジオCD
- 舞・杏美の「ラジカメ報道STATION!」DJCD VOL.1（2012年10月29日）

### CM
- ブラッド オブ バハムート（2009年、ユイ）
- 大正製薬 コーラック（デナーシカ）

### ビデオ
- 魔法先生ネギま! 麻帆良学園中等部2-A：一学期特典DVD
- 魔法先生ネギま! 麻帆良学園中等部2-A：入学式DVD
- 魔法先生ネギま! 麻帆良学園中等部2-A：ホームルームDVD
- ネギま!? Magical X'mas DVD
- カンださん☆アイぽんのネギまほビデお!? vol.1
- 大麻帆良祭（2006年3月29日）
- Princess Festival（2007年7月4日）
- らき☆すた in 武道館 あなたのためだから（2009年12月25日）

### テレビ
- ドリームクリエイター（テレビ東京：2011年9月11日、第20回ゲスト）
- たけしのニッポンのミカタ!（テレビ東京：2012年2月17日）
- 業界用語の基礎知識 壇蜜女学園（2013年3月12日、第10回ゲスト）

### インターネットテレビ
- 松武秀樹・相沢舞の『テクノスクール』（2011年4月 - 9月、ニコニコ生放送）
- オークションしてみた！モバオクpresents ニコオークション（2011年10月1日、ニコニコ生放送） - 司会担当
- “もいもい”こと相沢舞の「ぬこ生っ!」（2012年9月 - 、ニコニコ生放送）
- 電波研究社（2012年9月20日）

### 舞台
- 劇団大富豪
  - 番外公演「カレッジ・オブ・ザ・ウィンド」（2009年8月27日 - 30日、浅草橋アドリブ小劇場、ツキエ 役）[95][96]
  - 特別公演「Cage.」（2010年3月24日 - 28日、ザ・ポケット、ヌシ 役）[97]
  - 第7回公演「流星」（2011年8月3日 - 7日、笹塚ファクトリー、森野桜 役）[98][99]
- WAKUプロデュースVol.16「yesterday 〜それがあっての今日〜」（2011年11月22日 - 27日、赤坂RED/THEATER、ミホ 役）[100]
- 東京アンテナコンテナ
  - 第12回本公演「サスライセブン 彷徨人七人 -起 サイカイ-」（2013年10月1日 - 6日、ザ・ポケット）[101]
  - 10周年記念公演「サスライセブン 彷徨人七人 -承 ホホエミ-」（2014年5月9日 - 18日、あうるすぽっと）[102]
  - 第14回本公演「ハイリスク High School 改訂版 〜セミのメスは鳴かないぜ...夏〜」（2015年7月15日 - 19日、吉祥寺シアター）

### その他コンテンツ
- 声優チャット
- 初音ミク ライブパーティ 2011「ミクパ」'39s LIVE IN TOKYO（2011年3月9日、Zepp Tokyo） - オープニング・アクト
- 美少女が教える日本史（近現代）（更科星）
- MUSIC（2012年5月9日） - 曲中登場人物として参加
- 終焉-Re:write-（2013年3月13日） - 曲間インストルメンタルのナレーションとして参加
- NHKドラマ「精霊の守り人」公式サイト 「ちっちゃな精霊の守り人」（コタンダ）
- NHKショートドラマ「紫式部のスマホ」（2024年、昼顔〈朝顔〉〈声〉）
- CXテレビドラマ「119エマージェンシーコール」第5話（2025年2月17日、通報者〈声〉[103]）
- 鳴野みくす

## ディスコグラフィ

### デジタルシングル
| #   | 発売日        | タイトル     |
| --- | ------------- | ------------ |
| 1st | 2012年5月9日  | キミニトドケ |
| 2nd | 2013年1月30日 | うーん、もう |

### アルバム
| 枚  | 発売日        | タイトル | 規格品番   | 規格品番   |
| 枚  | 発売日        | タイトル | 初回限定盤 | 通常盤     |
| --- | ------------- | -------- | ---------- | ---------- |
| 1st | 2013年3月27日 | moi      | VIZL-531   | VICL-64014 |

### タイアップ
| 楽曲           | タイアップ                                                    | 時期   |
| -------------- | ------------------------------------------------------------- | ------ |
| うーん、もう   | テレビ番組『業界用語の基礎知識 壇蜜女学園』オープニングテーマ | 2013年 |
| タイムカプセル | テレビ番組『業界用語の基礎知識 壇蜜女学園』エンディングテーマ | 2013年 |

### キャラクターソング
| 発売日   | 商品名                                                                 | 歌 | 楽曲 | 備考                                                           |
| 2004年   | 2004年                                                                 | 2004年 | 2004年 | 2004年                                                         |
| -------- | ---------------------------------------------------------------------- | --- | --- | -------------------------------------------------------------- |
| 5月1日   | 出席番号のうた                                                         | 麻帆良学園中等部2-A | 「出席番号のうた」                                                                                            | テレビアニメ『魔法先生ネギま！』関連曲                         |
| 12月22日 | 魔法先生ネギま! 麻帆良学園中等部2-A 3月：文化部4人組                   | 朝倉和美（笹川亜矢奈）、那波千鶴（小林美佐）、村上夏美（相沢舞）、ザジ・レイニーデイ（猪口有佳）                                           | 「Girls, be ambitious〜シンデレラになろうよ〜」 「Girls, be ambitious〜シンデレラになろうよ〜（Remix ver.）」 | テレビアニメ『魔法先生ネギま！』関連曲                         |
| 2005年   |                                                                        | | |                                                                |
| 7月6日   | ハッピー☆マテリアル（6月度）                                           | 麻帆良学園中等部2-A | 「ハッピー☆マテリアル」                                                                                       | テレビアニメ『魔法先生ネギま！』オープニングテーマ             |
| 8月3日   | ハッピー☆マテリアル/輝く君へ〜Peace                                    | 麻帆良学園中等部2-A | 「ハッピー☆マテリアル 31人ver.・TVサイズ」                                                                    | テレビアニメ『魔法先生ネギま！』オープニングテーマ             |
| 8月3日   | ハッピー☆マテリアル/輝く君へ〜Peace                                    | 麻帆良学園中等部2-A | 「輝く君へ〜Peace」                                                                                           | テレビアニメ『魔法先生ネギま！』エンディングテーマ             |
| 2006年   |                                                                        | | |                                                                |
| 12月6日  | ネギま!?うたのCD（1）                                                  | 那波千鶴（小林美佐）、村上夏美（相沢舞）                                                                                                   | 「ポジティブ！アクティブ！モロジブン！」                                                                      | テレビアニメ『ネギま!?』関連曲                                 |
| 12月15日 | STAR☆REMIND                                                            | チャイカ（後藤沙緒里）、カエデ（相沢舞）                                                                                                   | 「STAR☆REMIND」 「Sugar+Maple=!」                                                                             | ラジオドラマ『クロウズヤードJ トラブル・ジャンクション』主題歌 |
| 2007年   |                                                                        | | |                                                                |
| 1月24日  | ネギま!? 1000%BOX                                                      | ネギ・スプリングフィールド&麻帆良学園中等部3-A                                                                                             | 「1000%SPARKING!」 「A-LY-YA!」                                                                               | テレビアニメ『ネギま!?』関連曲                                 |
| 1月24日  | ネギま!? 1000%BOX                                                      | 那波千鶴（小林美佐）、村上夏美（相沢舞）、ザジ・レイニーデイ（猪口有佳）、龍宮真名（佐久間未帆）、長谷川千雨（志村由美）                   | 「1000%SPARKING」 「A-LY-YA」 「1000%SPARKING（てくのみっくす）」                                             | テレビアニメ『ネギま!?』関連曲                                 |
| 9月26日  | ネギま!?ベストアルバム                                                 | ネギ・スプリングフィールド&麻帆良学園中等部3-A                                                                                             | 「Hello Again」                                                                                               | テレビアニメ『ネギま!?』関連曲                                 |
| 10月31日 | らき☆すた キャラクターソング Vol.009 背景コンビ                        | 背景コンビ | 「“ラ”はらき☆すたの“ラ”」 「背景放題やりほーだい?」                                                           | テレビアニメ『らき☆すた』関連曲                                |
| 2008年   |                                                                        | | |                                                                |
| 8月27日  | ハッピー☆マテリアル リターン                                           | 麻帆良学園中等部3-A | 「ハッピー☆マテリアル リターン」                                                                              | OAD『魔法先生ネギま! 〜白き翼 ALA ALBA〜』オープニングテーマ   |
| 8月27日  | ハッピー☆マテリアル リターン                                           | 麻帆良学園中等部3-A | 「輝く君へ」                                                                                                  | OAD『魔法先生ネギま! 〜白き翼 ALA ALBA〜』エンディングテーマ   |
| 8月27日  | ハッピー☆マテリアル リターン                                           | 麻帆良学園中等部3-A | 「A-LY-YA」                                                                                                   | テレビアニメ『ネギま!?』関連曲                                 |
| 2009年   |                                                                        | | |                                                                |
| 2月25日  | 喰霊-零- キャラクターソングVol.2 神宮寺菖蒲&二階堂桐                   | 神宮寺菖蒲（相沢舞）、二階堂桐（土谷麻貴）                                                                                                 | 「Agnus dei」 「Basic mission [about love]」                                                                  | テレビアニメ『喰霊-零-』関連曲                                 |
| 5月27日  | ユメミタソラ                                                           | 日高ユメミ（相沢舞） | 「ユメミタソラ」 「smile flower」                                                                             | 劇場アニメ『天上人とアクト人最後の戦い』主題歌                 |
| 2010年   |                                                                        | | |                                                                |
| 2月24日  | キディ・ガーランド キャラクターソング Vol.4 アリサ&ベル&ミ・ヌゥルーズ | アリサ（相沢舞）、ベル（堀川千華）、ミ・ヌゥルーズ（白石稔）                                                                               | 「幸せカレンダー」 「未完成なシナリオ」                                                                       | テレビアニメ『キディ・ガーランド』関連曲                       |
| 2011年   |                                                                        | | |                                                                |
| 6月22日  | WEBラジオ 日常のラヂオ テーマソング                                    | 相生祐子（本多真梨子）、長野原みお（相沢舞）、水上麻衣（富樫美鈴）                                                                         | 「ゆっこ・みお・麻衣の スチャラカ三人衆」                                                                     | ラジオ『日常のラヂオ』テーマソング                             |
| 7月27日  | ユルアニ？コンピレーションCD1                                          | 人柱京子（相沢舞） | 「Midnight ON AIR」                                                                                           | テレビアニメ『汐留ケーブルテレビ』エンディングテーマ           |
| 8月10日  | 日常のキャラクターソング その4 みおのカプってカプって萌えちぎれ        | 長野原みお（相沢舞） | 「みおのカプってカプって萌えちぎれ」 「ゆっこはほんとにバカだなあ」                                           | テレビアニメ『日常』関連曲                                     |
| 10月5日  | 日常の合唱曲                                                           | 相生祐子（本多真梨子）、長野原みお（相沢舞）、水上麻衣（富樫美鈴）                                                                         | 「怪獣のバラード」 「Let's search for Tomorrow」                                                              | テレビアニメ『日常』エンディングテーマ                         |
| 10月5日  | 日常の合唱曲                                                           | 相生祐子（本多真梨子）、長野原みお（相沢舞）、水上麻衣（富樫美鈴）、東雲なの（古谷静佳）、はかせ（今野宏美）、阪本さん（白石稔）           | 「旅立ちの日に」                                                                                              | テレビアニメ『日常』エンディングテーマ                         |
| 11月23日 | 未来日記 インスパイアードアルバム Vol.1〜因果律ノイズ〜                | 雨流みねね（相沢舞） | 「真似見事」                                                                                                  | テレビアニメ『未来日記』関連曲                                 |
| 2012年   |                                                                        | | |                                                                |
| 5月23日  | 時世界〜トキセカイ〜/ふわっふわのまほう                                | アミル（伊藤かな恵）、ネリス（相沢舞）、エアリィ（三上枝織）                                                                               | 「時世界〜トキセカイ〜」 「ふわっふわのまほう」                                                               | テレビアニメ『シャイニング・ハーツ 〜幸せのパン〜』主題歌      |
| 2014年   |                                                                        | | |                                                                |
| 10月29日 | two-Dimension's Love                                                   | denk!girls | 「two-Dimension's Love」                                                                                      | テレビアニメ『デンキ街の本屋さん』エンディングテーマ           |
| 10月29日 | two-Dimension's Love                                                   | denk!girls | 「目覚めよ女子力」                                                                                            | テレビアニメ『デンキ街の本屋さん』関連曲                       |
| 11月12日 | 東京ESP キャラクターソングアルバム 歌うESP                             | 黒井小節（相沢舞） | 「Fist of Pride」                                                                                             | テレビアニメ『東京ESP』関連曲                                  |
| 12月3日  | DENK!SONGS1                                                            | カメ子（相沢舞） | 「シャッター☆チャンス」                                                                                       | テレビアニメ『デンキ街の本屋さん』関連曲                       |
| 2015年   |                                                                        | | |                                                                |
| 9月23日  | 終焉-Re:act-                                                           | D音（相沢舞） | 「猿マネ椅子盗りゲーム」                                                                                      | 『終焉ノ栞プロジェクト』関連曲                                 |
| 2019年   |                                                                        | | |                                                                |
| 11月6日  | せいぜいがんばれ！魔法少女くるみ Blu-ray 2 「魔法少女くるみ」超音楽集  | プリマピンク（久保ユリカ）、プリマシアン（金元寿子）、プリマオレンジ（相沢舞）、プリマスプリンググリーン（山本希望）、プリマエンジ（Lynn） | 「プリマエンジェル 友情のテーマ」                                                                             | Webアニメ『せいぜいがんばれ!魔法少女くるみ』挿入歌             |

### その他参加楽曲
| 発売日        | 商品名               | 歌                | 楽曲                 | 備考 |
| ------------- | -------------------- | ----------------- | -------------------- | ---- |
| 2011年3月9日  | Symphony             | buzzG feat.相沢舞 | 「かくれんぼ」       |      |
| 2012年9月19日 | Ghost Trail Reveries | buzzG feat.相沢舞 | 「タイム・カプセル」 |      |

### シリーズ一覧
1. ↑  『1時間目 お子ちゃま先生は魔法使い！』『2時間目 戦う乙女たち！麻帆良大運動会SP！』（2005年）、『課外授業 乙女のドキドキ ビーチサイド』『3時間目 恋と魔法と世界樹伝説！』（2006年）、『超 麻帆良大戦チュウ チェックイ〜ン全員集合！』『どりーむたくてぃっく 夢見る乙女はプリンセス♥』（2007年）
2. ↑  『らき☆すたの森』（2007年）、『陵桜学園 桜藤祭』（2008年）、『ネットアイドル・マイスター』（2009年）
3. ↑  『ドラゴンボールヒーローズ』（2015年）、『スーパードラゴンボールヒーローズ』（2016年）

### ユニットメンバー
1. 1 2  相坂さよ（白鳥由里）、明石裕奈（木村まどか）、朝倉和美（笹川亜矢奈）、綾瀬夕映（桑谷夏子）、和泉亜子（山川琴美）、大河内アキラ（山本杏美）、柿崎美砂（伊藤静）、神楽坂明日菜（神田朱未）、春日美空（板東愛）、絡繰茶々丸（渡辺明乃）、釘宮円（出口茉美）、古菲（田中葉月）、近衛木乃香（野中藍）、早乙女ハルナ（石毛佐和）、桜咲刹那（小林ゆう）、佐々木まき絵（堀江由衣）、椎名桜子（大前茜）、龍宮真名（佐久間未帆）、超鈴音（大沢千秋）、長瀬楓（白石涼子）、那波千鶴（小林美佐）、鳴滝風香（こやまきみこ）、鳴滝史伽（狩野茉莉）、葉加瀬聡美（門脇舞）、長谷川千雨（志村由美）、エヴァンジェリン・A・K・マクダウェル（松岡由貴）、宮崎のどか（能登麻美子）、村上夏美（相沢舞）、雪広あやか（皆川純子）、四葉五月（井ノ上ナオミ）、ザジ・レイニーデイ（猪口有佳）
2. ↑  宮崎のどか（能登麻美子）、村上夏美（相沢舞）、雪広あやか（皆川純子）、四葉五月（井ノ上ナオミ）、ザジ・レイニーデイ（猪口有佳）
3. 1 2  ネギ・スプリングフィールド（佐藤利奈）、相坂さよ（白鳥由里）、明石裕奈（木村まどか）、朝倉和美（笹川亜矢奈）、綾瀬夕映（桑谷夏子）、和泉亜子（山川琴美）、大河内アキラ（浅倉杏美）、柿崎美砂（伊藤静）、神楽坂明日菜（神田朱未）、春日美空（板東愛）、絡繰茶々丸（渡辺明乃）、釘宮円（出口茉美）、古菲（Hazuki）、近衛木乃香（野中藍）、早乙女ハルナ（石毛佐和）、桜咲刹那（小林ゆう）、佐々木まき絵（堀江由衣）、椎名桜子（大前茜）、龍宮真名（佐久間未帆）、超鈴音（高本めぐみ）、長瀬楓（白石涼子）、那波千鶴（小林美佐）、鳴滝風香（こやまきみこ）、鳴滝史伽（狩野茉莉）、葉加瀬聡美（門脇舞以）、長谷川千雨（志村由美）、エヴァンジェリン・A・K・マクダウェル（松岡由貴）、宮崎のどか（能登麻美子）、村上夏美（相沢舞）、雪広あやか（皆川純子）、四葉五月（井上直美）、ザジ・レイニーデイ（いのくちゆか）
4. ↑  日下部みさお（水原薫）、峰岸あやの（相沢舞）
5. ↑  相坂さよ（白鳥由里）、明石裕奈（木村まどか）、朝倉和美（笹川亜矢奈）、綾瀬夕映（桑谷夏子）、和泉亜子（山川琴美）、大河内アキラ（浅倉杏美）、柿崎美砂（伊藤静）、神楽坂明日菜（神田朱未）、春日美空（板東愛）、絡繰茶々丸（渡辺明乃）、釘宮円（出口茉美）、古菲（Hazuki）、近衛木乃香（野中藍）、早乙女ハルナ（石毛佐和）、桜咲刹那（小林ゆう）、佐々木まき絵（堀江由衣）、椎名桜子（大前茜）、龍宮真名（佐久間未帆）、超鈴音（高本めぐみ）、長瀬楓（白石涼子）、那波千鶴（小林美佐）、鳴滝風香（こやまきみこ）、鳴滝史伽（狩野茉莉）、葉加瀬聡美（門脇舞以）、長谷川千雨（志村由美）、エヴァンジェリン・A・K・マクダウェル（松岡由貴）、宮崎のどか（能登麻美子）、村上夏美（相沢舞）、雪広あやか（皆川純子）、四葉五月（井上直美）、ザジ・レイニーデイ（いのくちゆか）
6. ↑  高森奈津美、津田美波、竹達彩奈、相沢舞